# Florian Schnorrenberg
Florian Schnorrenberg (* 16. April 1977 in Siegen) ist ein deutscher Fußballtrainer.

## Spielerlaufbahn
Der aus dem Nachwuchsbereich des VfB Burbach stammende Schnorrenberg spielte während seiner aktiven Laufbahn als Mittelfeldspieler unter anderem für den VfL Hamm/Sieg in der Oberliga Südwest, zu dem er 2002 von der SG Betzdorf wechselte, den Klub aber nach neun Einsätzen bereits in der Winterpause Richtung Germania Mudersbach wieder verließ. 26-jährig übernahm er bei seinem Heimatverein VfB Burbach in der Bezirksliga das Traineramt, ab 2005 war er für den TuS Erndtebrück aktiv, den er 2007 aus familiären Gründen in Richtung SV Ottfingen verließ. Im Januar 2009 wechselte der gelernte Industriefachwirt von Ottfingen zum Westfalenligisten TSV Weißtal; 2010 verließ er den Klub wieder, um als Spielertrainer zum TuS Erndtebrück II zu wechseln.

## Trainerlaufbahn
Seine Trainerkarriere begann Schnorrenberg als Spielertrainer beim VfB Burbach, als er das Amt im Verlauf der Saison 2004/05 übernahm. Zur Saison 2010/11 wurde er bei der zweiten Mannschaft des TuS Erndtebrück tätig, mit der ihm innerhalb von zwei Jahren der Durchmarsch von der Bezirks- in die Verbandsliga gelang.
Zur Saison 2012/13 wurde er sportlicher Leiter des Vereins und bei der 1. Mannschaft Co-Trainer von Peter Cestonaro. Im Juli 2013 stieg er als dessen Nachfolger zum Cheftrainer auf. Nach dem fünften Platz in der Oberliga-Saison 2013/14, führte Schnorrenberg den TuS als Oberligameister 2015 zum ersten Mal in die Viertklassigkeit. Doch die Mannschaft stieg nach nur einem Jahr in der Regionalliga West wieder ab. Allerdings gelang mit der Oberliga-Meisterschaft 2016/17 der direkte Wiederaufstieg, zudem legte er im März 2017 erfolgreich seine Prüfung zum Fußballlehrer ab. Auch dieses Mal gelang der Klassenerhalt nicht. Im Sommer 2018 löste Schnorrenberg seinen ursprünglich bis 2019 gültigen Vertrag vorzeitig auf. Innerhalb von fünf Jahren hatte er den Klub als Trainer und sportlicher Leiter in Personalunion zweimal in die viertklassige Regionalliga und dreimal in die 1. Hauptrunde des DFB-Pokal geführt.
Am 17. Oktober 2018 wurde Schnorrenberg neuer Cheftrainer beim Drittligisten SG Sonnenhof Großaspach und somit Nachfolger von Sascha Hildmann. Sein Vertrag war bis 30. Juni 2020 und nur für die 3. Liga gültig. Am 6. Mai 2019 wurde Schnorrenberg nach einer 1:2-Niederlage beim Karlsruher SC zwei Spieltage vor Saisonende von seinen Aufgaben als Cheftrainer entbunden, der Klub stand zu diesem Zeitpunkt auf dem drittletzten Tabellenplatz und hatte einen Punkt Rückstand auf einen Nicht-Abstiegsplatz.
Im Anschluss an den 31. Spieltag der Drittligasaison 2019/20 übernahm der Westfale das Cheftraineramt beim Halleschen FC als Nachfolger des freigestellten Ismail Atalan. Die Mannschaft gewann zuvor keines der letzten 15 Pflichtspiele und befand sich bis zum Saisonende im Abstiegskampf, konnte sich dann aber als Fünfzehnter mit zwei Zählern Abstand zum ersten Abstiegsplatz retten. Schnorrenbergs Vertrag war zunächst bis Saisonende gültig und wurde aufgrund des Klassenerhalts anschließend verlängert. In der Saison 2020/21 belegte Schnorrenberg mit dem HFC den neunten Rang. Während der Winterpause der Saison 2021/22 wurde Schnorrenberg freigestellt. Die Mannschaft stand zu diesem Zeitpunkt nach dem 20. Spieltag mit 22 Punkten auf dem 14. Platz und hatte drei Punkte Vorsprung auf einen Abstiegsplatz, wobei der MSV Duisburg auf dem 18. Platz noch ein Spiel weniger absolviert hatte.
Im Sommer 2023 wurde Schnorrenberg zunächst Scout beim Bundesligisten 1. FC Union Berlin. Ende Dezember 2023 kehrte er in den Trainerberuf zurück und übernahm den abstiegsbedrohten Drittligisten VfB Lübeck, der zu dem Zeitpunkt auf dem 18. Tabellenplatz rangierte. Er unterschrieb einen Vertrag bis zum Ende der Saison 2023/24, der sich im Falle des Klassenerhalts automatisch verlängert hätte. Sein erstes Ligaspiel gewann er mit der Mannschaft, während in den folgenden Spielen nur drei Unentschieden und fünf Niederlagen erreicht werden konnten. Nach neun Partien trennte sich der Verein daraufhin im März 2024 wieder von ihm.

## Privates
Schnorrenberg hat während seiner Spielerlaufbahn als Industriefachwirt gearbeitet. Er ist Vater von zwei Töchtern.